# Johann Gottfried Walther
Johann Gottfried Walther (18. září 1684 Erfurt - 23. března 1748 Výmar) byl německý varhaník, dirigent, hudební skladatel a muzikolog.

## Život
Walther studoval v Erfurtu, jeho učitelem byl Johann Bernhard Bach i další méně významní kantoři a varhaníci.
Pak se v roce 1702 stal varhaníkem v eErfurtském Tomáškém kostele. V roce 1704 se v Halberstadtu seznámil s Andreasem Werckmeisterem. V roce 1707, ve věku pouhých 23 let, byl zvolen varhaníkem kostela svatého Petra a Pavla ve Výmaru, kde se spřátelil s Johann Sebastianem Bachem. Walther a Bach byli navíc příbuzní (Waltherova matka Martha Dorothea Lemmerhirtová byla nevlastní sestrou Bachovy matky). Krátce nato se Walther stal učitelem hudby knížete Jana Arnošta, syna vévody Jana Arnošta III. Saského-Výmarského a jeho nevlastní sestry, což mu vyneslo značnou reputaci.
Jeho syn Johann Christoph Walther (1715–1771) se v roce 1751 stal varhaníkem Ulmského dómu.

## Dílo
Waltherovu tvorbu ovlivnila jak jihoněmecká, tak severoněmecká varhanní hudba, a také obeznámenost s koncerty italských mistrů. Jeho aranžmá těchto děl pro klávesové nástroje se stala vzorem pro Bachovy přepisy Vivaldiho skladeb. Waltherovy předlohy pocházely od Tomase Albinoniho, Giorgia Gentiliho, Giovanniho Lorenza Gregoriho, Luigiho Manzii, Josepha Mecka, Giulia Tagliettiho, Georga Philippa Telemanna, Giuseppa Torelliho a podle Klause Beckmanna také od Françoise Collina de Blamonta.
Největší část Waltherových varhanních skladeb tvoří chorálové předehry, ať už jednověté, nebo ve formě suity. Většina z nich byla pravděpodobně napsána pro Výmar, jak lze usoudit z méně ambiciózního zacházení s pedálem, které odpovídá výmarskému nástroji.
Dochovaly se také četné opisy různých skladeb psané Waltherovou rukou, které stejně jako jeho vlastní díla občas vykazují bohatou ornamentaci ve francouzském stylu.
Walther napsal také velké množství sborových děl; o mnohých dnes ztracených informují skladatelovy záznamy a dopisy.
Waltherův Hudební lexikon, otištěný v Lipsku v roce 1732, je první v německém jazyce a vůbec první encyklopedický lexikon hudby - tedy dílo shrnující pojmy, biografie hudebníků i literaturu. (Krátký hudební lexikon ovšem vyšel v Saské Kamenici již roku 1737; jeho anonymní autor byl Johann Christoph Barnickel.)